# なぜ東堂院聖也16歳は彼女が出来ないのか?
『なぜ東堂院聖也16歳は彼女が出来ないのか?』（なぜとうどういんせいやじゅうろくさいはかのじょができないのか）は、内乃秋也、茂木完田による日本の漫画。講談社の漫画雑誌『月刊少年ライバル』2011年6月号から2014年7月号（最終号）まで連載。作品は完結しているが、『月刊少年ライバル』休刊後にマンガボックスに移籍。再び第1話から連載を開始し、毎週1話ずつ配信されていた。当初は内乃が原作、茂木が作画の予定だったが、ネームの作成及び聖也以外のキャラクター・背景の作画を内乃が、聖也の作画のみを茂木が担当することとなった。
単行本は、ライバルコミックスから1〜7巻、8巻はマンガボックス発マガジンコミックスより刊行されている。
2014年10月にテレビドラマ化された。2015年、主人公が大学生となった読み切りの続編『なぜ東堂院聖也19歳は彼女が出来ないのか?』がマンガボックスにて発表された（単行本未収録）。

## あらすじ
県内一の進学校・徳明高校（とくめいこうこう）に通う東堂院聖也は、才色兼備・文武両道にして大金持ちの息子という完璧なイケメンだが、なぜか彼女ができないでいる。「彼女いない歴=年齢」からの脱却をめざし彼女を手に入れられるのか。

## 登場人物

### 徳明高校
東堂院 聖也（とうどういん せいや）
本作の主人公。
4月2日生まれで、初出時は徳明高校1年2組の16歳。資産家の父親と豪邸で暮らし、メイドの李花さんに身辺の世話をしてもらっている。自分では「容姿は悪くない」と分析し、特に一生懸命勉強しなくても常に成績は学年トップで、陸上で全国大会出場を果たす運動能力を持っている。小学6年生のバレンタインデーの日、同級生の男子たちから「告白したい女子がいるから放課後に体育館裏に来てくれ」と言われたが、悪戯だと思いそこに行かなかった。だが、本当に聖也に告白するつもりでいたその女子を泣かせてしまい、クラス中から非難される結果となった。この体験から異性が苦手となり、行動は起こすものの肝心なところで失敗しているため彼女ができないでいる。行動の基本は「どうしたら彼女ができるか」ということで、そのために野球部に入部したりアルバイトをしたり漫画を描き始めたりするが、高校卒業後の進路について考え出した頃、それら全てを適当に投げ出していたことに気付く。
大堀 恵美（おおほり えみ）
1年生時のクラスメイト。合唱祭の準備をした事をきっかけに、聖也と仲良くなる。沙也加の告白の手助けをする。
菊池 沙也加（きくち さやか）
聖也とは中学生のときから親しい間柄。聖也は友達としか思っていなかったが、告白される。
林 由紀（はやし ゆき）
1年3組。文化祭の実行委員が一緒になったことで知り合い、デートに誘う。
本宮 亮（もとみや りょう）
聖也が心を開ける数少ない友人の一人。聖也と由紀が近付けるように間を取り持ったりと手助けをする。「由美」という彼女がいるが、3年生のときに卒業後の話で揉めて別れてしまう。
金子（かねこ）
野球部員。由紀の中学の先輩。
橘 静香（たちばな しずか）
2年生時のクラスメイト。新学期初日から男子生徒に囲まれる存在になる。
岡 大地（おか だいち）
2年生時のクラスメイト。かつて小学3・4年のときに同じクラスで、仲がいいわけではなかったが互いのことは覚えており、「クラスの中のポジション取り」に失敗した聖也と半ば強引につるむ。
早乙女 瑠璃（さおとめ るり）
日野 良枝（ひの よしえ）
1年生時のクラスメイトであったが当時は接したことはなかった。漫画家を目指している。
北島 はるか（きたじま はるか）
関西からの転校生。漫画家を目指している。

### 東堂院家
聖也の父
資産家。葉巻を吸う。
李花（りか）
東堂院家に仕える使用人。初出時は18歳。聖也のことは「坊ちゃま」と呼んでいる。

### その他
小金井 沙緒（こがねい さお）
野球部マネージャーの中学生。
桐島（きりしま）
アルバイト先で聖也に仕事を教える役目になった、19歳の専門学校生。保育士を目指している。
宮田（みやた）
聖夜のアルバイト先『Cafeレストラン ベスト』の店長。
堂上 和也（どうがみ かずや）
林由紀の地元の仲間。林さんに好意を抱いている。
ヘンリー池田（いけだ）
『恋愛必勝術』の著者。恋愛について、聖也の心の師匠的な立ち位置。

## 単行本
1. 2011年10月4日発売 ISBN 978-4-06-380188-0
2. 2012年2月3日発売 ISBN 978-4-06-380202-3
3. 2012年7月4日発売 ISBN 978-4-06-380224-5
4. 2012年12月28日発売 ISBN 978-4-06-380250-4
5. 2013年5月2日発売 ISBN 978-4-06-380270-2
6. 2013年10月4日発売 ISBN 978-4-06-380287-0
7. 2014年3月4日発売 ISBN 978-4-06-381310-4
8. 2014年9月9日発売 ISBN 978-4-06-395205-6

## テレビドラマ
名古屋テレビ放送（メ〜テレ）の制作により、2014年10月21日（20日深夜）から12月16日（15日深夜）まで全9話放送。その前週である10月14日に『なぜ東堂院聖也16歳は彼女が出来ないのか? ナビゲート編』が放送された。小林豊は本作がテレビドラマ初主演となり、小林が所属するユニットBOYS AND MEN総出演のドラマと発表された。
テレビドラマ版では、学校名は「徳明高校」から「葵山田学園高校」（「中の上レベルの高校」という設定）に変更され、東堂院聖也は転校生として登場する。聖也が異性を苦手になった理由も漫画とは異なっている。女子生徒も漫画とは設定やキャラクターが異なる場合がある。執事の今田や男子生徒など、テレビドラマ版オリジナルのキャラクターが多く登場する。

### キャスト
葵山田高校1年A組
- 東堂院聖也：小林豊
- 大堀恵美：岡本あずさ
- 菊池沙也加：近野成美
- 本宮亮：水野勝
- 中田冬馬：田中俊介 - 本宮の親友で同じサッカー部員。クールで硬派な性格で女子に興味はない。
- 岡大地：ホリユウキ（犬と串）
- 星野晃太：萩原達郎（犬と串）
- 遠藤：田村侑久 - チャラ男に見えるが、家計を助けるためバイトをしている。
- 早川：本田剛文 - 学級委員。
- 児玉：辻本達規 - ナルシストのお調子者。
- 原田：勇翔
- 松井：吉原雅斗 - 野球部員。
- 佐伯：土田拓海 - 野球部員。
- 中村：若菜太喜 - 野球部員。
- 沢田：平松賢人

東堂院家
- 李花：渡辺奈緒子
- 今田：板尾創路 - 東堂院家に仕える執事。

その他
- 須磨先輩：加藤和樹 - 葵山田学園高校のOBで伝説のイケメン。

#### ゲスト
- 橘静香：岡野真也（第2話）
- 林由紀：矢島舞美 (℃-ute)（第3話）
- 和也：永田彬（第3話）
- 浅井南：小島藤子 - 野球部マネージャー。（第4話）
- 金子：川籠石駿平（第4話）
- 桐島まどか：松山メアリ（第5話）
- 並木由美：仁科あい（第6話）
- 武田：河合龍之介（第8話・9話）

### スタッフ
- ナレーション：渡辺拓海
- 演出：内田英治、塩崎遵、宮岡太郎
- 脚本：松田恵理子、栗原智子
- 主題歌
  - オープニング：BOYS AND MEN「未完成パズル。」（作詞: YUMIKO、作曲・編曲: 原田アツシ、Fortune Records）[5]
  - エンディング：小林豊「インフィニティ∞スケール」（作詞: YUMIKO、作曲・編曲: 原田アツシ、Fortune Records）[5]
- 撮影協力：名古屋文化短期大学、名古屋市立大学 他
- 企画：福嶋更一郎（メ〜テレ）、谷口誠治（フォーチュンエンターテイメント）
- チーフプロデューサー：野崎久也（メ〜テレ）、木村元子（MMJ）
- プロデューサー：松岡達矢（メ〜テレ）、本郷達也（MMJ）
- 制作協力：MMJ
- 制作：メ〜テレ、フォーチュンエンターテイメント
- 製作著作：「なぜ東堂院聖也16歳は彼女が出来ないのか?」製作委員会

### 放送日程
放送日はメ〜テレのもの。
| 各話  | 放送日          | サブタイトル             | 今週の目標                                         | 演出     |
| ----- | --------------- | ------------------------ | -------------------------------------------------- | -------- |
| 第1話 | 2014年 10月21日 | どうすればいいんだ!?     | 「高校で彼女をつくる！」 →「女子と普通にしゃべる」 | 内田英治 |
| 第2話 | 10月28日        | 指先が触れる距離         | 「女子との距離は常に45〜120cmを保つ」              | 内田英治 |
| 第3話 | 11月04日        | 知れば知るほど…          | 「敵を知り、己を知れば百戦危うからず」             | 内田英治 |
| 第4話 | 11月11日        | ○○の中に入るもの         | 「部活動を通してマネージャーと出会う」             | 塩崎遵   |
| 第5話 | 11月18日        | ギャップに…萌える？      | 「女子とアドレス交換する」                         | 塩崎遵   |
| 第6話 | 11月25日        | ポッキィゲィム？         | 「合コンをする」                                   | 塩崎遵   |
| 第7話 | 12月02日        | 自分がわからない…        | 「グループ交際をする」                             | 宮岡太郎 |
| 第8話 | 12月09日        | こんなに可愛かったっけ？ | 「つき合ってからわかることもある」                 | 内田英治 |
| 第9話 | 12月16日        | いつか、きっと           | 「いつかは絶対、彼女をつくる！」                   | 内田英治 |

### 放送局
| 放送地域   | 放送局   | 放送期間                  | 放送日時                     | 放送系列       | 備考   |
| ---------- | -------- | ------------------------- | ---------------------------- | -------------- | ------ |
| 中京広域圏 | メ〜テレ | 2014年10月21日 - 12月16日 | 火曜 0:20 - 0:50（月曜深夜） | テレビ朝日系列 | 制作局 |
| 東京都     | TOKYO MX | 2015年1月7日 - 3月11日    | 水曜 22:00 - 22:25           |                |        |

### 関連商品

#### DVD
- 「なぜ東堂院聖也16歳は彼女が出来ないのか?」DVD Vol.1（2014年12月5日）[7]
- 「なぜ東堂院聖也16歳は彼女が出来ないのか?」DVD Vol.2（2014年12月19日）[8]
- 「なぜ東堂院聖也16歳は彼女が出来ないのか?」DVD Vol.3（2015年1月10日）[9]
- 「なぜ東堂院聖也16歳は彼女が出来ないのか?」DVD BOX（2015年3月28日）[10]

#### 書籍
- なぜ東堂院聖也16歳は彼女が出来ないのか? オフィシャルフォトBOOK（2014年、KADOKAWA）ISBN 978-4-04-731679-9

| メ〜テレ 火曜 0:20 - 0:50（月曜深夜） 24:20枠 | メ〜テレ 火曜 0:20 - 0:50（月曜深夜） 24:20枠        | メ〜テレ 火曜 0:20 - 0:50（月曜深夜） 24:20枠 |
| 前番組                                        | 番組名                                               | 次番組                                        |
| --------------------------------------------- | ---------------------------------------------------- | --------------------------------------------- |
| 初めて○○やってみた 【バラエティ枠】           | なぜ東堂院聖也16歳は彼女が出来ないのか? 【ドラマ枠】 | 紅リサーチ 【バラエティ枠】                   |